# 291-й гвардейский мотострелковый полк
291-й гвардейский мотострелковый орденов Александра Невского и Суворова полк (сокр. 291 мсп, в/ч 65384) — тактическое формирование Сухопутных войск Российской Федерации.
Формирование входит в состав 42-й гвардейской мотострелковой дивизии Северо-Кавказского, с 2010 года — Южного военного округа. Пункт постоянной дислокации — посёлок Борзой (Чеченская Республика).
В период 2009—2016 гг. формирование носило наименование 17-я отдельная гвардейская мотострелковая орденов Суворова и Александра Невского бригада.

## История
Полк ведёт свою историю от сформированного в 1925 году Отдельного Таджикского кавалерийского эскадрона в городе Душанбе.
Приказом САВО № 7/5661с от 01.10.1932 отдельный Таджикский кавалерийский эскадрон развёрнут в Таджикский имени ЦИК Таджикской ССР кавалерийский полк. Приказом Народного Комиссара Обороны СССР № 072 от 21 мая 1936 года 7-я Туркестанская ордена Ленина Краснознамённая кавалерийская дивизия была переименована в 20-ю горную кавалерийскую ордена Ленина Краснознамённую дивизию. Таджикский кавалерийский полк получил номер 47 и стал именоваться 47-м горным кавалерийским полком. Приказом НКО № 179 от 27.09.1939 47-й горнокавалерийский полк был перенумерован в 124-й горнокавалерийский полк 20-й горнокавалерийской дивизии (г. Сталинабад). Приказом НКО СССР от 16 июля 1940 года № 0150 124-й Таджикский горнокавалерийский полк имени ЦИК Таджикской ССР переименован в 124-й горнокавалерийский полк.
В годы Великой Отечественной войны 124-й горнокавалерийский полк в награду за отличия в боях получил гвардейский статус и два боевых ордена. Полк закончил свой боевой путь у Берлина.
25 октября 1941 года 124-й горнокавалерийский полк принял участие в битве под Москвой. С ноября 1942 по январь 1943 годов кавалеристы провели рейд по немецким тылам на глубину 380 км. 18 сентября 1943 года формирование стало 61-м гвардейским кавалерийским полком 17-й гвардейской кавалерийской дивизии. В 1944 году полк с боями форсировал Днепр. За форсирование реки Западный Буг и овладение городами Луков и Седлец награждён орденом Александра Невского. За форсирование Вислы и овладение городами Лодзь, Кутно, Томашув, Гостынин, Ленчица, проявленные при этом доблесть и мужество награждён орденом Суворова III степени.
В 1945 году 61-й гвардейский кавалерийский полк преобразован в 91-й гвардейский механизированный полк 28-й гвардейской механизированной дивизии.
25 июня 1957 года 91-й гвардейский механизированный полк переименован в 285-й гвардейский мотострелковый полк (в/ч 20719) 24-й танковой дивизии. Уже в конце 1957 года полк свернули в отдельный мотострелковый батальон и в начале 1960-х гг. снова развернули в полк, уже в 291-й гвардейский мотострелковый полк (в/ч 20719), на конец 1980-х в составе 26-й гвардейской мотострелковой дивизии 11-й гвардейской общевойсковой армии ПрибВО.
В ходе общего сокращения Вооружённых сил СССР полк был расформирован в 1989 году.
Весной 2000 года полк (в/ч 44822) воссоздан с дислокацией в посёлке Борзой, в горно-лесистой местности в районе Аргунского ущелья и включён в возрождённую 42-ю гвардейскую мотострелковую дивизию. Полку возвращена горная специфика боевой подготовки с основной ориентацией на горную войну.
В 2009 году на месте полка создана 8-я отдельная гвардейская мотострелковая бригада (горная), без преемственности по отношению к полку, с пунктом постоянной дислокации в посёлке Борзой Шатойского района Чеченской Республики. Сам 291-й полк переформирован в 17-ю отдельную гвардейскую мотострелковую ордена Суворова и Александра Невского бригаду с дислокацией в г. Шали.
В 2016 году началось возрождение полка в составе 42-й гвардейской мотострелковой дивизии. 3 декабря 2017 года полку в торжественной обстановке, в присутствии командующего 58-й общевойсковой армией генерал-майора Евгения Никифорова, вручено боевое знамя нового образца.
С 2022 года участвует во вторжении России на Украину на запорожском и мариупольском направлениях.

## Характеристика
С 2000 года полк являлся горным. Боевая подготовка соответствует горным войскам. У полка имеется собственный полигон «Альпийский» для отработки учебных задач. Помимо этого военнослужащие занимались борьбой с диверсантами и укрывающимися в горах боевиками-исламистами.

## Командование полка
47-й горнокавалерийский полк
- Айрапетов, Сергей Николаевич (1903-1937) — майор, командир полка с 15 мая 1932 — 1937 года[13]

61-й гвардейский кавалерийский полк.

Командиры полка:
- Сайфутдинов, гвардии майор, гвардии подполковник. Октябрь 1943 года — октябрь 1944 года
- Агуреев Иван Акимович, гвардии подполковник. Октябрь 1944 года — ноябрь 1945 года

Начальники штаба :
- Водоненко, гвардии старший лейтенант, ноябрь 1943 года — ?

Командир полка:
- Тарасов Анатолий Васильевич, полковник, ноябрь 2002
- Кудрявцев Олег Викторович, подполковник. Погиб в июне 2023 года во время боевых действий на Украине[14].

## Награды
- 18 сентября 1943 года —  Гвардейский — почётное звание присвоено приказом Народного Комиссара обороны СССР 18 сентября 1943 года за проявленную отвагу в боях за Отечество с немецкими захватчиками, за стойкость, мужество, дисциплину и организованность, за героизм личного состава и отличие в боях при форсировании реки Десна.
- 12 августа 1944 года —  Орден Александра Невского — награждён указом Президиума Верховного Совета СССР от 12 августа 1944 года за образцовое выполнение боевых заданий командования в боях с немецкими захватчиками, за овладение городами Седлец, Минск-Мазовецкий и Луков и проявленные при этом доблесть и мужество.[15]
- 19 февраля 1945 года —  Орден Суворова III степени — награждён указом Президиума Верховного Совета СССР от 19 февраля 1945 года за образцовое выполнение боевых заданий командования в боях с немецкими захватчиками, овладение городами Лодзь, Кутно, Томашув, Гостынин, Ленчица и проявленные при этом доблесть и мужество.[16]

## Факты
- В указах Президиума Верховного Совета СССР от 12 августа 1944 года и от 19 февраля 1945 года о награждении полка 61-й гвардейский кавалерийский полк называется в том числе и «Краснознамённым».
- В годы войны существовал 291-й гвардейский стрелковый полк в составе 96-й гвардейской стрелковой дивизии. Расформирован в 1947 году.